# Robert Coover
Robert Coover   (Charles City, 4 de febrer de 1932 - Warwick, 5 d'octubre de 2024) fou un escriptor estatunidenc que va cultivar sobretot la novel·la i el relat, amb una bona dosi còmica i transgressora, usant sovint de la metaficció per capgirar les convencions de la narració. Guanyà el premi William Faulkner amb la seva primera novel·la, The Origin of the Brunists (1966). Era considerat un dels referents de la literatura experimental.

## Biografia
Nascut a Charles City, Estats Units, en 1932, Robert Coover es va llicenciar en Estudis eslaus a la Universitat d'Indiana (1953) i va obtenir un màster en Humanitats per la Universitat de Chicago (1965). Fou professor de les universitats d'Iowa i de Princeton i és professor emèrit de la Brown University (Providence), on va impartir cursos d'escriptura electrònica i narrativa multimèdia, va coordinar el programa Freedom to Write i va desenvolupar Cave Writing, un taller sobre escriptura hipertextual en un entorn inversiu de realitat virtual. Va ser cofundador de l'Electronic Literature Organization, membre de l'Acadèmia Americana, de l'Institut d'Arts i Lletres, del PEN Internacional i d'altres organitzacions.
La seva bibliografia inclou una col·lecció de contes, Pricksongs and Descants (1969); una col·lecció d'obres de teatre, A Theological Position (1972), i diverses novel·les, com The Origin of the Brunists (1966), la seva primera obra i guanyadora del premi William Faulkner; The Public Burning (1977), nominada al premi National Book; Spanking the Maid (1982); Gerald's Party (1986); Pinocchio in Venice (1991); John's Wife (1996); Briar Rose (1997) i Ghost Town (1998). El 1992 va publicar el seu famós article sobre l'hipertext, «The End of Books», a The New York Time Review of Books, que va impulsar la literatura electrònica arreu del món.
Per la seva innovadora prosa va rebre, entre altres premis, l'American Academy of Arts & Letters (1976), el National Endowment of the Arts (1985), el Dugannon Foundation's REA (1987) i el DAAD Fellowship (1990).

## Obra
- The Origin of the Brunists 1966[3]
- The Universal Baseball Association, Inc., J. Henry Waugh, Prop. 1968
- A Political Fable (1968); reeditada amb el títol The Cat in the Hat for President: A Fable (2018)
- Pricksongs & Descants(1969)
- The Public Burning (1977)
- Spanking the Maid (1982)
- La festa de Gerald (1985), traducció al català de Jordi Larios, ed. Quaderns Crema 1990.
- Whatever Happened to Gloomy Gus of the Chicago Bears? (1987)
- Una nit al cinema (1987), traducció al català de Joan Ayala, ed. Empúries 1996.
- Pinocchio in Venice (1991)
- Briar Rose (1996)
- John's Wife (1996)
- Ghost Town (1998)
- The Adventures of Lucky Pierre: Director's Cut (2002)
- The Grand Hotels (of Joseph Cornell) (2002)
- Stepmother (2004)
- Noir (2010)
- The Brunist Day of Wrath (2014)
- Huck Out West (2017)
- The Enchanted Prince (2018)
- Street Cop (with Art Spiegelman) (2021)
- Open House (2023)